# A Nemzeti Színház örökös tagja
A Nemzeti Színház örökös tagja címet először 1881-től (ekkor még mint „életfogytiglani szerződés”), majd 1937–1950 között minisztériumi rendelkezéssel, 1989–2012 között pedig alapítványi alapon adták ki a Nemzeti, átnevezése után 2000-től pedig a Pesti Magyar Színház tagjainak.

## Története
Először Prielle Kornélia kapott a budapesti Nemzeti Színháztól életfogytiglani szerződést 1881. február 17-én, bár már 1874-ben született egy hasonló tartalmú megállapodás, amely alapján Erkel Ferencet a Nemzeti Színház, majd a Magyar Királyi Operaház örökös („élete fogytáig”) fő-zeneigazgatójának nevezték ki. A „tiszteleti örökös tag” kifejezés először Jászai Mari szerződésében szerepelt 1900-ban. 1924-től az örökös tagsághoz aranygyűrű is járt, ami azt szimbolizálta, hogy a színész örökre eljegyezte művészetét a Nemzeti Színházzal.
Az elismerő cím kiosztásáról A Nemzeti Színházról szóló 1938. évi VII. törvénycikk rendelkezései az örökös tagokról rendelkezett először, mint törvényi szabályozás. E szerint: „A Nemzeti Színház és a kötelékéből félszázad előtt kivált Magyar Királyi Operaház művészeinek a magyar nyelv pallérozása, a nemzeti irodalom istápolása s a magyar színművészet, énekművészet és zeneművészet fejlesztése és népszerűsítése körül szerzett maradandó érdemeinek elismeréséül Magyarország Kormányzója a vallás- és közoktatásügyi miniszter előterjesztésére tiszteletbeli tagokat, a vallás- és közoktatásügyi miniszter pedig az örökös tagok testületének meghallgatásával örökös tagokat nevez ki a két színház érdemes tagjai közül.”
1950-ben a vallás- és közoktatásügyi miniszter számára biztosított jogköröket a népművelési miniszter vette át. Az erre a posztra kinevezett Révai József, egy általa szignált szövegben így fogalmazott: „az állami színházak előadóművészeinek kitüntetésére létrehozott örökös tagsági intézmény jelenleg már nem felel meg a követelményeknek – –, nemcsak azért, mert az örökös tagok kiválasztása a múlt rendszerben történt, hanem azért is, mert ez az intézmény csak az Operaház és a Nemzeti Színház tagjainak kitüntetését teszi lehetővé. Éppen ezért örökös taggá való kinevezés már évek óta nem történt és örökös tagot többé egyáltalán nem kívánok kinevezni. Ily módon az intézmény idővel önmagától megszűnik.”
Csiszár Imre igazgató 1989-ben újraalapította a Nemzeti Színház örökös tagsága intézményét. Egy alapítvány működtette, és a színház saját költségvetésből állta az összes költségét. A hajdani törvényi rendelkezést az „Örökös tagság alapszabálya” váltotta fel. Ez már nem kötötte szorosan az eltöltött időhöz a cím odaítélését, amelyről az e célra összehívott kuratórium döntött. A címet 1989-től tizennégy művész viselhette, majd 1994-ben módosították az alapszabályt. Innentől fogva a művészeti tanács határozott az adományozásáról.
2000 szeptemberében azonban a társulat a Pesti Magyar Színház nevet kapta, miközben augusztustól már egy új, másik intézmény működött Nemzeti Színházként, de a cím továbbra is az itt maradt színészeket illette meg. A Nemzet Színésze cím árnyékában nem sok fény vetült már arra, aki a Magyar Színház társulatában A Nemzeti Színház Örökös Tagjának mondhatta magát, ráadásul az elismerés jogi része 2011-gyel újabb fordulatot vett. A minisztérium állásfoglalást adott ki az örökös tagságról. Az államháztartási törvényre hivatkozó levél arra kérte a költségvetési intézményt, szüntesse meg alapítványi tevékenységeit. A Nemzeti Színház Örökös Tagság Alapítvány (2001-től Nemzeti Színház Örökös tagja kiemelten közhasznú alapítvány) megszűnése 2016 márciusában emelkedett jogerőre a 12.Pk.64.892/1991/16-I. sz. végzéssel.

## Díjazottak

### 1881–1937 között
- 1881 – Prielle Kornélia
- 1893 – Náday Ferenc
- 1901 – Blaha Lujza, Jászai Mari
- 1905 – Vízvári Gyula
- 1907 – Császár Imre
- 1909 – Csillag Teréz, Helvey Laura, Rákosi Szidi, Mihályfi Károly, Szacsvay Imre
- 1910 – Ujházi Ede
- 1918 – Cs. Alszeghy Irma, Hegyesi Mari,[9] S. Fáy Szeréna,[10] Ivánfi Jenő,[11] Molnár László[12]
- 1920 – Bakó László
- 1921 – D. Ligeti Juliska
- 1923 – Nagy Ibolya,[13] Paulay Erzsi, Várady Aranka, Ambrus Zoltán,[14] Gál Gyula, Hevesi Sándor, Ódry Árpád, Pethes Imre, Rózsahegyi Kálmán,[15] C. gróf B. Török Irma[16]
- 1925 – Bajor Gizi
- 1927 – Hettyey Aranka
- 1928 – Cs. Aczél Ilona, P. Márkus Emília, Vízvári Mariska, Náday Béla
- 1932 – Bartos Gyula,[17] N. Tasnády Ilona,[18] majd Kiss Irén és vitéz Garamszeghy Sándor[19]

Vizváryné Szigeti Jolán
Tiszteleti (örökös) tag
- 1900 – Jászai Mari
- 1921 – P. Márkus Emília
- 1928 – Rákosi Szidi

A Nemzeti Színház örökös tiszteletbeli főorvosa
- 1936 – Dr. Boytha József[20]

### 1937–1950 között
- 1937 – Csortos Gyula, Kiss Ferenc, Kürti József, Törsné Mátray Erzsi és Uray Tivadar[21]
- 1939 – Petheő Attila
- 1945 – Beregi Oszkár,[22] Somlay Artúr[23]
- 1946 – Abonyi Géza[24]

Tiszteleti tagok
- 1937 – Cs. Alszeghy Irma, Szacsvay Imréné és Cerrutiné Paulay Erzsi[21]

### 1989–2012 között
- 1989 – Agárdi Gábor, Bessenyei Ferenc, Csernus Mariann,[25] Horkai János, Kállai Ferenc, Kohut Magda, Lukács Margit, Makay Margit,[26] Pápay Erzsi, Raksányi Gellért, Sinkovits Imre, Somogyvári Pál, Vadász Ilona (rendező) és Zolnay Zsuzsa[27]
- 1995 – Béres Ilona[28]
- 1996 – Pataky Jenő[29][30][31]

1998 előtt: Varga Mátyás (tervező), Majláth Mária; majd még 2000 előtt: Moór Marianna, Csurka László, Fülöp Zsigmond, Iglódi István.